# Marta Tschumalo
Marta Stepaniwna Tschumalo (ukrainisch Марта Степанівна Чумало; * vor 1985) ist eine ukrainische Psychologin und Frauenrechtsaktivistin. Sie ist Mitbegründerin und heute stellvertretende Leiterin des Women's Perspectives Centre.

## Ausbildung
Marta Tschumalo schloss 1993 ein Physikstudium an der Iwan-Franko-Universität in Lwiw ab. In der Folge absolvierte sie eine Train-the-Trainer-Ausbildung für Schulungen zur „Entwicklung von Kleinunternehmen für Frauen“ an der Brunel University in London (bis 1996).
2013 absolvierte Tschumalo ein Psychologiestudium an der Interregionalen Akademie für Personalmanagement, in den Folgejahren bildete sie sich in Kunsttherapie und Schematherapie weiter.

## Berufliche Tätigkeit
Marta Tschumalo arbeitet als zertifizierte Ausbilderin für den Europarat, das Entwicklungsprogramm der Vereinten Nationen (UNDP) und die Organisation für Sicherheit und Zusammenarbeit in Europa (OSZE). Seit 2017 ist sie Beobachterin der Ukraine bei der Europäischen Frauenlobby zur Sicherung der Frauenrechte.
Sie ist Autorin zahlreicher Schulungsprogramme, die in der Ukraine und im Ausland durchgeführt werden. Sie war als nationale und internationale Expertin für Gleichstellung und Ausbildung an vielen internationalen Projekten in der Ukraine und im Ausland beteiligt und hat an zahlreichen internationalen Praktika und Konferenzen teilgenommen.
Im Jahr 2016 war sie Mit-Entwicklerin des Fernkurses „Legal Assistance to Victims of Domestic Violence“ für Anwälte, Mitarbeiter von Rechtshilfezentren und -büros sowie andere mit häuslicher Gewalt befasste Akteure.

## Women's Perspectives Centre
Im April 1998 gründete Marta Tschumalo mit Gleichgesinnten in Lwiw das Women's Perspectives Centre, das sich die Unterstützung von gewaltbetroffenen Frauen und eine gleichberechtigte Beteiligung von Frauen auf dem Arbeitsmarkt und bei allen anderen gesellschaftlichen Bereichen zum Ziel gesetzt hat.
Seit dem Beginn des russisch-ukrainischen Kriegs 2014 und insbesondere nach massiven Invasion Russlands in der Ukraine 2022 engagiert sich Marta Tschumalo intensiv bei der Aufklärung über die Auswirkungen des Krieges und der Fürsorge um die Kriegsopfer. Sie fordert insbesondere eine wirksame Umsetzung der Istanbul-Konvention bei der Unterstützung der Opfer sexueller Gewalt. Eine wichtige Aufgabe ist die Betreuung der großen Zahl binnenvertriebener Personen in der Ukraine.

## Sonstige Aufgaben
Gemeinsam mit Autoren aus Belarus, Armenien und Georgien veröffentlichte sie den „Gender Audit Guide for use in the National Platforms of the Eastern Partnership Civil Society Forum“.

## Auszeichnungen
- 2020: Mensenrechtentulp des niederländischen Außenministeriums[6]
- 2023: Olof-Palme-Preis gemeinsam mit Eren Keskin und Narges Mohammadi[4][7]